# Kim Dong-wook (patinage de vitesse sur piste courte)
Kim Dong-wook (né le 23 avril 1993 à Yeosu) est un patineur de vitesse sur piste courte sud-coréen.

## Biographie
Kim Dong-wook commence le patinage de vitesse sur piste courte à l'école primaire.
Au cours de la saison de Coupe du monde de patinage de vitesse sur piste courte 2019-2020, il remporte une médaille d'or au 1500 mètres, ainsi que deux médailles d'argent (1500 mètres et 1000 mètres) et de nombreuses médailles de relais masculin et mixte.
En octobre 2021, il se blesse au dos et doit s'arrêter pendant quatre semaines.
Aux épreuves de Patinage de vitesse sur piste courte aux Jeux olympiques de 2022, il fait partie de l'équipe qui marque le record du monde du relais mixte avec Kim Alang, Kim Ji-yoo et Kwak Yoon-gy. L'équipe n'est pourtant pas médaillée. Il remporte l'argent avec le relais masculin.